# Уршади
Уршади́ (рос. Уршады, башк. Үршиҙе) — присілок у складі Аскінського району Башкортостану, Росія. Входить до складу Урміязівської сільської ради.
Населення — 276 осіб (2010; 325 у 2002).
Національний склад:
- башкири — 97 %